# Glaciarium
Glaciarium es un Centro de Interpretación glaciológico dedicado a la divulgación del Campo de hielo Patagónico Sur y sus glaciares. Está ubicado en la villa turística de El Calafate, provincia de Santa Cruz, en la  Patagonia Argentina. Fue inaugurado el 15 de febrero de 2011.
El museo está dedicado a la divulgación e investigación de los glaciares, relacionada con el Parque Nacional Los Glaciares. El Director Científico del museo es el Ing. Pedro Skvarca.
La superficie cubierta es de 2,500 m², compuesto por un hall central y tres pabellones. Dos de los pabellones albergan la muestra permanente que utiliza modernos recursos de museología. El tercer pabellón está formado por un auditorio/cine, donde se proyecta una película 3D de la zona.

## Historia
La idea de construir un Centro de Interpretación de Glaciares en El Calafate, nació para enriquecer la experiencia de todos los viajeros que llegan a recorrer el  parque nacional Los Glaciares.
La arquitectura del edificio con reminiscencias de un glaciar estuvo a cargo de los profesionales Pablo Güiraldes y Santiago Cordeyro, mientras que los contenidos fueron diseñados y construidos por el estudio de Berra-Borlasca.
La construcción llevó 2 años, y se eligió para su emplazamiento una colina en las afueras de El Calafate, con vistas hacia el Lago Argentino.
Sus puertas abrieron en enero de 2011, y fue muy bien recibido por la comunidad y los visitantes.
Desde su inicio Glaciarium se mantiene actualizado y mejorando sus exhibiciones, recibiendo visitas de escolares e instituciones educativas, y apoyando la investigación en la región.

## Reconocimientos
Fue declarado de Interés Institucional por la Administración de Parques Nacionales, declarado de Interés Provincial por la Provincia de Santa Cruz y declarado de Interés Cultural y Turístico por la Cámara de Diputados de la Nación.

## Muestra Permanente

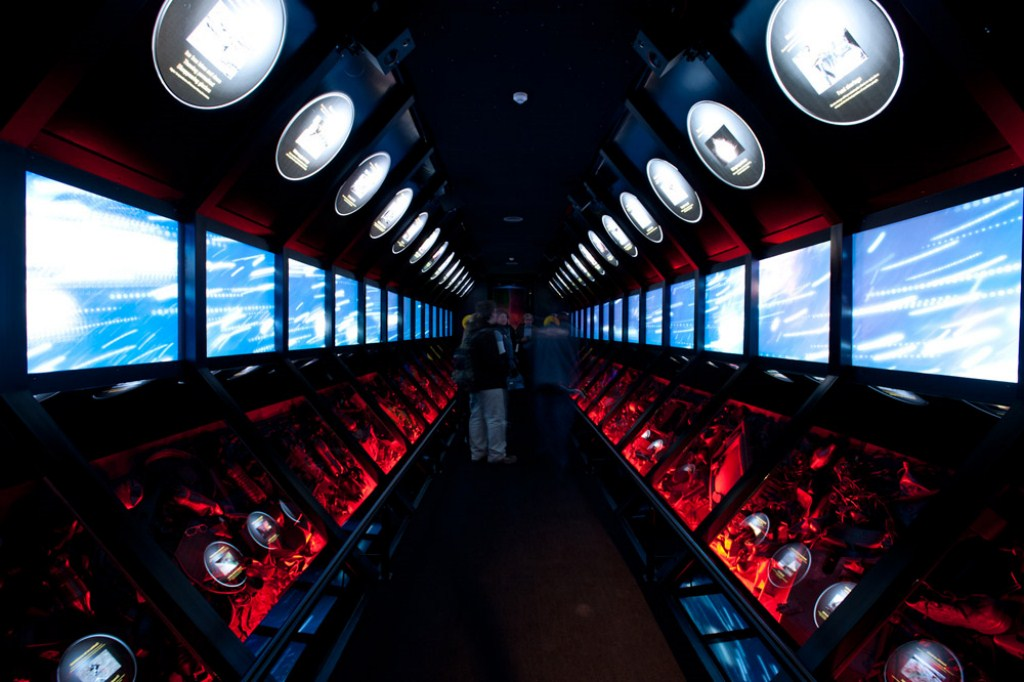
Tecnológicas presentaciones dentro de Glaciarium

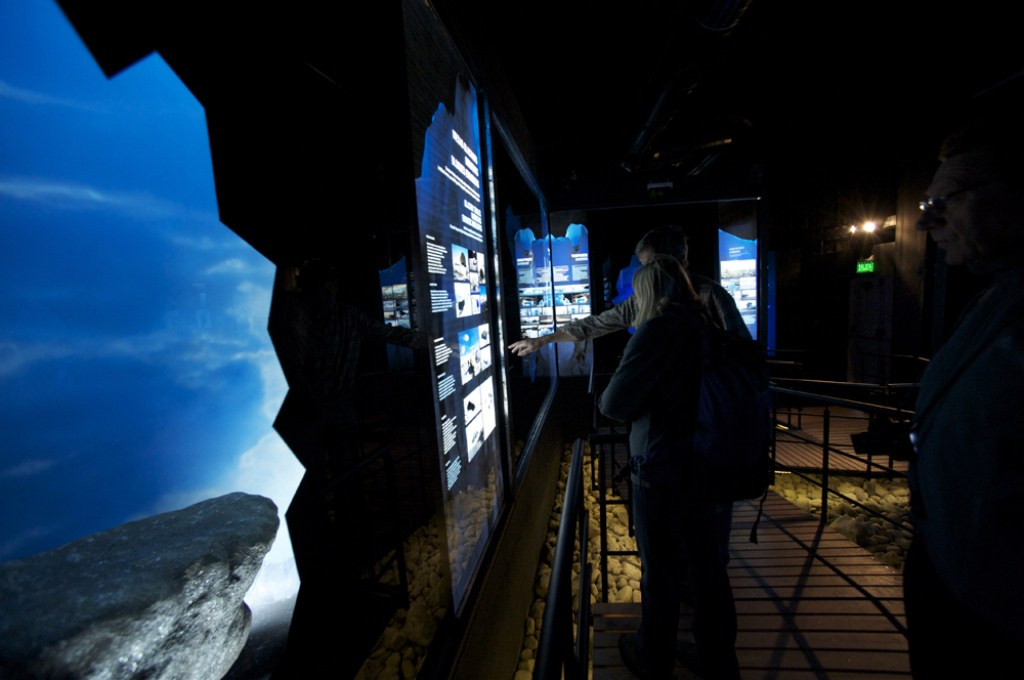
Representaciones dentro de la muestra

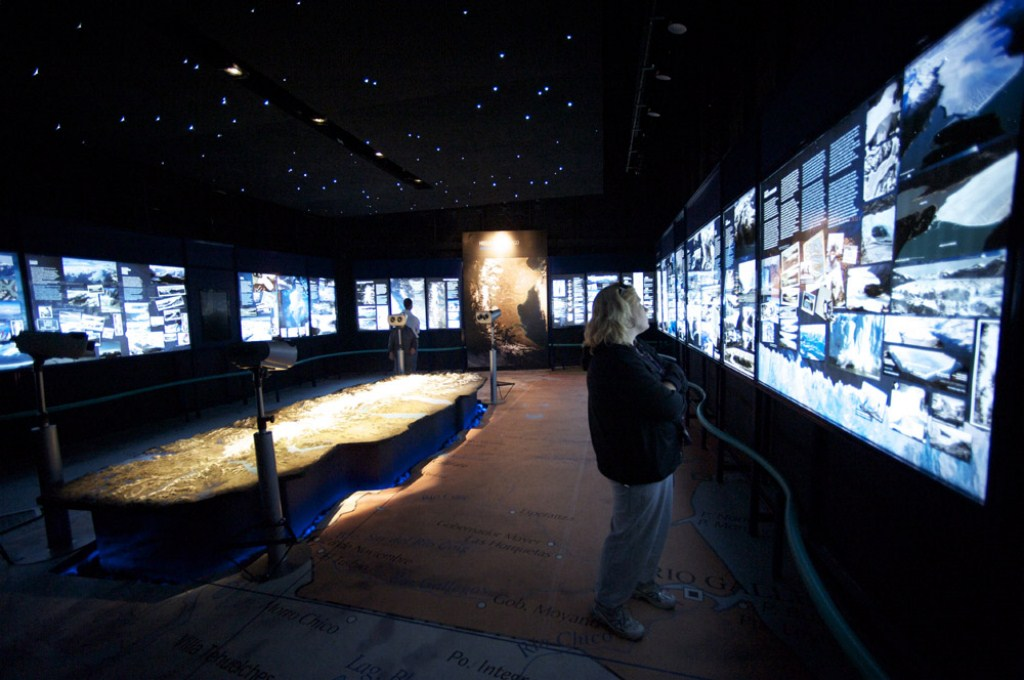
Interior de los pabellones

La visita tiene una duración aproximada de 90 a 120 minutos, durante la misma se exhiben de forma didáctica contenidos vinculados a la glaciología, tales como la formación de los glaciares, quiénes fueron los pioneros en el estudio y exploración de las zonas polares y los Campos de hielo, cómo se comporta un glaciar y cuáles son sus principales características.
También se presenta un especial homenaje a la vida y obra del Perito Francisco P. Moreno. El particular comportamiento y la ruptura del Glaciar Perito Moreno se explican en detalle.
Glaciarium utiliza modernos recursos de exhibición, como pueden ser múltiples proyecciones, pantallas táctiles, maquetas, elementos escenográficos y fotografías de alta calidad.

## Eventos

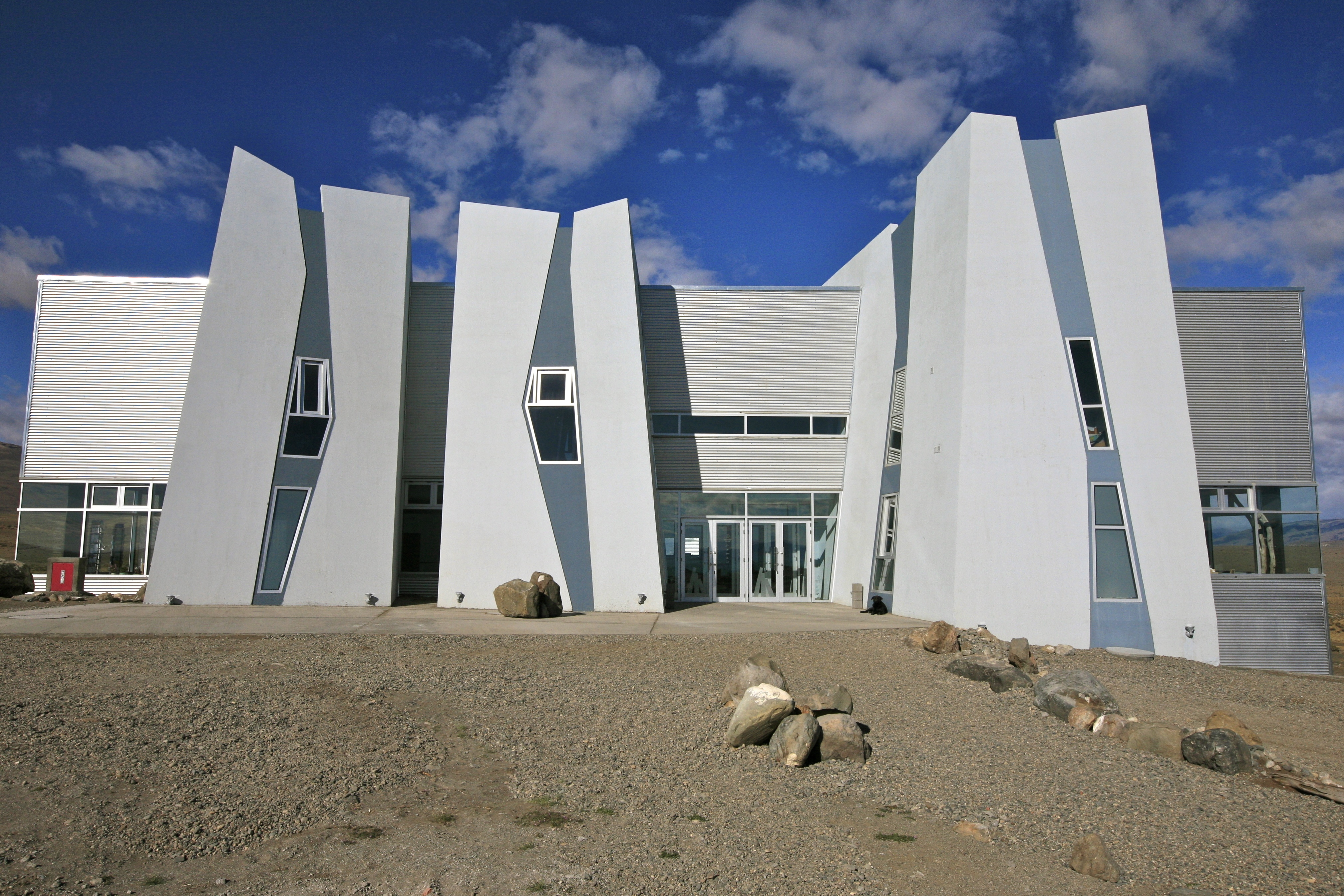
Vista del museo de tarde.

Glaciarium ha sido sede de diversas actividades culturales, que involucran festivales de cine ambiental y de montaña, muestras de arte y fotografía, charlas y conferencias. Se listan algunas a continuación
- Green Film Fest Archivado el 18 de mayo de 2012 en Wayback Machine.
- Banff|Mountain Film Festival
- Mike Horn Conquistando lo imposible.
- Climatolgía de la Barrera de Hielo Larsen C, Península Antártica.

## Vínculos de interés
- Website de Glaciarium
- «Glaciarium, Museo del Hielo»
- Facebook Oficial de Glaciarium